# 船越倉吉
船越倉吉（日语：船越 倉吉，1866年—1930年），日本土木營造界亦稱之為太田倉吉，日本武藏國（今琦玉縣）人，台北消防組第一任組長澤井市造的義父子、土木業者、台北消防組第一任副頭取（副組長）、亦為營建商「太田組」的老闆。

## 生平

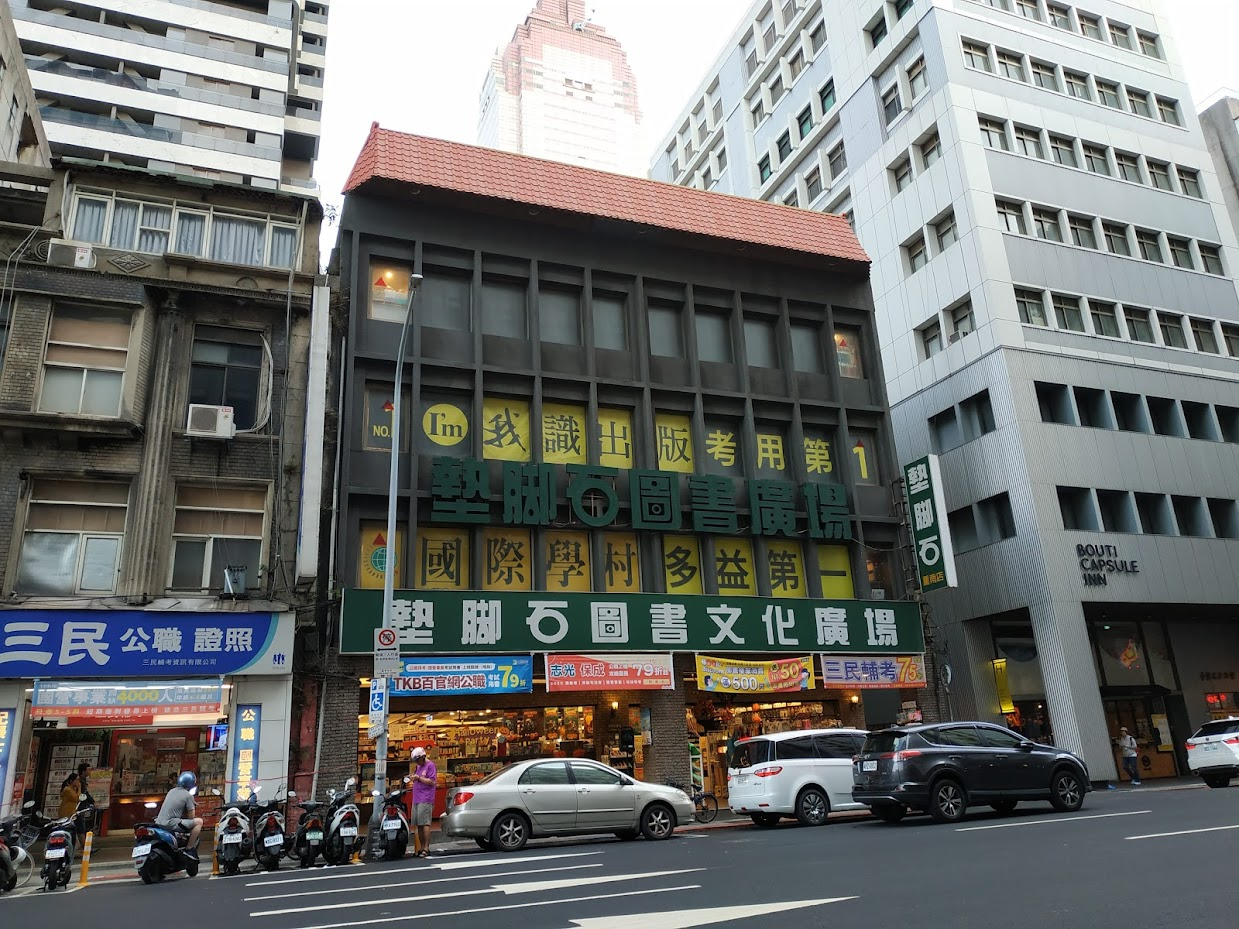
位於臺北市中正區重慶南路一段的太田組舊址（今墊腳石文化廣場）

船越倉吉在慶應二年（1866年）出生於武藏國（今埼玉縣）大里郡太田村，為庄屋船越八百吉之次男。1877年畢業於太田村小學校，21歲時開始進入土木界工作，進行關西線、山陽線、北陸線、幡但線等鐵道工程。1889年3月，船越八百吉與澤井市造共同進行阿倍川的架橋工程，並推薦船越倉吉；澤井市造與船越倉吉見面後，即建立義父子關係。
1895年11月，船越倉吉跟隨澤井市造一同來臺，成立「太田組」，致力承包鐵道的建設、道路建造、河川工事、開鑿埤圳、架橋工事、建造官公署建築等。
1898年船越倉吉擔任台北消防組副頭取（副組長），1915年升任頭取。1924年春與消防員井上常吉一同赴北海道視察，1926年6月前往朝鮮出差，兩個月後回國，1930年逝世。